# خط توکیو تاماگاوا
خط توکیو تاماگاوا (به ژاپنی: 東急多摩川線, Tōkyū Tamagawa-sen)، یک خط راه‌آهن در ژاپن است که متعلق به اپراتور خصوصی شرکت راه‌آهن توکیو است.

## جستار وابسته
- ایستگاه تاماگاوا (توکیو)